# Duncan McRae (rugby)
Pour les articles homonymes, voir Duncan McRae.
Pas d'image ? Cliquez ici

a Compétitions nationales et continentales officielles uniquement.

Duncan McRae, né le 27 septembre 1974 à Sydney (Australie), est un joueur de rugby australien, évoluant au poste de demi d'ouverture ou arrière à XV après avoir pratiqué le rugby à XIII.

## Biographie
McRae intègre la Sydney Boys High School dans les années 1990 avec Chris Whitaker. C'est un international scolaire australien de rugby à XIII. McRae dispute six saisons en NRL avec South Sydney et Canterbury. En 1996 il passe une année avec les London Broncos en Super League.
En 1997 McRae change de code et joue pendant trois saisons avec les Waratahs. En 2000 McRae rejoint le club anglais de Saracens, avant de retourner en Australie avec les Waratahs et Randwick en 2001. En 2001, lors du match disputé entre les Waratahs et l'équipe des Lions britanniques et irlandais de rugby à XV, McRae est expulsé pour avoir frappé le demi d'ouverture irlandais Ronan O'Gara, il est suspendu sept semaines. Cependant, le championnat est terminé, et la suspension ne joue sur aucun match. En octobre 2003 McRae évolue avec le club de Gloucester. Il reste trois années dans le club anglais avec qui il remporte le Challenge européen en 2006. 
McRae met fin à sa carrière en 2006 après une grave blessure au cou. Lors d'une rencontre de Championnat d'Angleterre de rugby à XV 2005-2006 contre Saracens McRae joue un maul et se brise les vertèbres au niveau du haut de la colonne vertébrale. Il dispute quelques matchs et met un terme à sa carrière peu de temps après, retournant en Australie.

## Palmarès
- Vainqueur du Challenge européen en 2006